# Grotta Campana
Grotta Campana ali Tomba Campana je etruščanska grobnica na Veiiju, ki jo je leta 1843 ponovno odkril Giampietro Campana. Nekaj časa je veljalo, da vsebujejo najstarejše znane etruščanske freske. Poimenovana je po tedanjem lastniku zemljišča, kjer je bila grobnica odkrita. Zaradi pomanjkanja napisov ni znano, kdo je bil v njej. Grobnica ni bila natančno datirana.

## Opis
Šest metrov širok prehod je vrezan v skale na strani hriba Poggio Michele, z vklesanim kamnitim levom na vsaki strani vhoda in dvema podobnima na dejanskem vhodu v grobnico. Na strani, ki je obrnjena proti vhodu, so štiri slike, postavljene ena nad drugo na vsaki strani vrat v notranjo komoro. Ena je tri metre široka slika čudnega večbarvnega konja z nekaj ljudmi in drugimi živalmi. Spodaj je slika drugih živali in legendarnih bitij. Na nasprotni steni so tudi slike v istem slogu. Strani, tla in strop niso okrašeni. Slike so zdaj zelo zbledele, originalnih barv pa skoraj ni zaznati. Čeprav ne veljajo za najstarejše znane etruščanske slike, še vedno prikazujejo najbolj zgodnje tako raznolike oblike v poenotenih slikah, namesto v ohlapnih figurah .
Na obeh straneh stoji kamnita izboklina, na kateri je bilo ob odkritju okostje. Eden od njih je bil bojevnik, drugi pa ženska, morda žena bojevnika. Na tleh so bile štiri velike vaze, visoke približno 1 m, v katerih je bil človeški pepel. Te vaze so okrašene z geometrijskimi vzorci, številnimi manjšimi podobami ljudi, v enem primeru pa prikazujejo nekaj Bakhanal. V grobnici so našli tudi druge kose pohištva, vključno z bronastimi ogledali in nekaj majhnimi skulpturami.
Grobnica je imela tudi manjšo notranjo komoro, okrašeno z dvema vklesanima stropnima snopoma. Na treh straneh je imela police z lončenimi posodami in skrinjami. V njih je bil tudi človeški pepel. Notranja komora ni vsebovala podrobnih fresk, le šest upodobitev večbarvnih diskov na strani nasproti vhoda.
- Druga slika, ki je pod sliko konja
- Druga slika iz grobnice

## Odkritje
Grobnico so našli v letih 1842–1843 na posesti markiza Giana Pietra Campana, zbiralca vseh etruščanskih stvari, ki je odprl prehod do groba in postavil nova vrata, a ga drugače pustil nedotaknjeno. Prvi, ki jo je podrobneje opisal, je bil George Dennis leta 1848 v svojem delu Mesta in pokopališča Etrurije. Slike je ocenil za najstarejše etruščanske slike in morda najstarejše slike v Evropi, ki so jih takrat poznali.
Grobnica nima napisov in posledično ni znano, kdo je bil tam pokopan. Točen datum grobnice in njenih slik in skulptur je predmet razprav, ocene pa segajo od začetka 7. stoletja pred našim štetjem do druge polovice 6. stoletja pred našim štetjem .
O najdbah v tej grobnici je bil podan dvom, razen levjih skulptur in fresk, ki niso sporne .